# Robert Carli
Robert Carli (Toronto, 10 febbraio 1970) è un compositore e sassofonista canadese.
Carli ha composto le 11 stagioni di I misteri di Murdoch (CBC), trasmesso in 120 paesi e trasmesso negli Stati Uniti come The Artful Detective su Ovation Network.

## Filmografia parziale

### Cinema
- L'ultimo anello della follia (Cord), regia di Sidney J. Furie (2000)
- Breakfast with Scot, regia di Laurie Lynd (2007)
- Survival of the Dead - L'isola dei sopravvissuti (Survival of the Dead), regia di George A. Romero (2009)

### Televisione
- Equivoci d'amore (Christmas in Boston) - film TV, regia di Neill Fearnley (2005)
- I misteri di Murdoch (Murdoch Mysteries) - serie TV (2008-in corso)
- National Museum - Scuola di avventura (Unnatural History) - serie TV (2010)
- Bomb Girls - serie TV, 6 episodi (2012)
- Cracked - serie TV (2013)
- Wynonna Earp - serie TV, 48 episodi (2016-2021)
- Frankie Drake Mysteries - serie TV, 31 episodi (2017-2021)

## Premi
- Canadian Screen Awards - vinto nel 2022 per Wynonna Earp, in collaborazione con Peter Chapman.[4]